# Hosokawa Tatsutaka
Hosokawa Tatsutaka est un nom japonais traditionnel ; le nom de famille (ou le nom d'école), Hosokawa, précède donc le prénom (ou le nom d'artiste).
Hosokawa Tatsutaka (細川立孝, 1615-1645) est un samouraï de l'époque Sengoku de l'histoire du Japon.

## Jeunesse
Tatsutaka est le quatrième fils de Hosokawa Tadaoki (1563-1646). En 1634, il épouse Tsuru, la fille de Gojo Tameyuku. Ils ont deux fils, Hosokawa Yukitaka et Hosokawa Kamematsu, et une fille. Il a une concubine.
Tatsutaka participe à la répression de la rébellion de Shimabara en 1638. L'année suivante, il est reçu en audience par le shogun.

## Daimyo
Le domaine d'Uto (30 000 koku de revenus) est créé dans la province de Higo lorsque Hosokawa Tadaoki abdique de telle sorte que Hosokawa Tatsutaka puisse hériter d'un han à la mort de son père. Cependant, Tatsutaka décède la même année et les droits de succession sont transférés à son premier fils, Yukitaka, afin que lui, ses jeunes frères et sœurs ne soient pas démunis. L'enfant Yukitaka devient ainsi le premier seigneur du domaine d'Uto nouvellement créé à la mort de son père en 1646. Il devient également chef d'une branche cadette du clan Hosokawa.

Emblème (mon) du clan Hosokawa.